# New Paris (Pennsilvània)
New Paris és una població dels Estats Units a l'estat de Pennsilvània. Segons el cens del 2000 tenia 214 habitants.

## Demografia
Segons el cens del 2000, New Paris tenia 214 habitants, 79 habitatges, i 62 famílies. La densitat de població era de 1.652,5 habitants/km².
Dels 79 habitatges en un 40,5% hi vivien nens de menys de 18 anys, en un 59,5% hi vivien parelles casades, en un 16,5% dones solteres, i en un 21,5% no eren unitats familiars. En el 19% dels habitatges hi vivien persones soles el 13,9% de les quals corresponia a persones de 65 anys o més que vivien soles. El nombre mitjà de persones vivint en cada habitatge era de 2,71 i el nombre mitjà de persones que vivien en cada família era de 3,11.
Per edats la població es repartia de la següent manera: un 32,2% tenia menys de 18 anys, un 7% entre 18 i 24, un 26,2% entre 25 i 44, un 21% de 45 a 60 i un 13,6% 65 anys o més.
L'edat mediana era de 34 anys. Per cada 100 dones de 18 o més anys hi havia 70,6 homes.
La renda mediana per habitatge era de 34.792 $ i la renda mediana per família de 34.375 $. Els homes tenien una renda mediana de 28.750 $ mentre que les dones 21.042 $. La renda per capita de la població era de 13.279 $. Entorn de l'11,5% de les famílies i el 7,9% de la població estaven per davall del llindar de pobresa.

## Poblacions properes
El següent diagrama mostra les poblacions més properes.